# Regina (ancienne circonscription fédérale)
Pour les articles homonymes, voir Régina (homonymie).
Regina fut une circonscription électorale fédérale de la Saskatchewan, représentée de 1908 à 1935.
La circonscription de Regina a été créée en 1907 avec des parties des anciennes circonscriptions des Territoires du Nord-Ouest, Assiniboia-Ouest et Qu'Appelle. Abolie en 1933, elle fut redistribuée parmi Lake Centre, Qu'Appelle Regina City.

## Députés
1. 1908-1917 — William Melville Martin, PLC
2. 1917-1921 — Walter Davy Cowan, CON
3. 1921-1925 — William Richard Motherwell, PLC
4. 1925-1926 — Francis Nicholson Darke, PLC
5. 1926-1930 — Charles Avery Dunning, PLC
6. 1930-1935 — Franklin White Turnbull, CON

- CON = Parti conservateur du Canada (ancien)
- PLC = Parti libéral du Canada